# Coupe de la confédération 2010
Navigation
Édition précédente Édition suivante
La Coupe de la confédération 2010 est la septième édition de la Coupe de la confédération, organisée par la CAF. Les meilleures équipes non qualifiées pour la Ligue des champions de la CAF et les vainqueurs des coupes nationales participent à cette compétition.
Cette édition voit le sacre du FUS Rabat qui bat en finale le CS sfaxien. C'est le tout premier succès en compétition continentale de l'histoire du club.

## Primes monétaires
| Classement     | Prime au club | Prime à la fédération nationale |
| -------------- | ------------- | ------------------------------- |
| Champion       | 625 000 $     | 35 000 $                        |
| Finaliste      | 425 000 $     | 30 000 $                        |
| Demi-finaliste | 240 000 $     | 25 000 $                        |
| 3e en groupe   | 175 000 $     | 20 000 $                        |
| 4e en groupe   | 150 000 $     | 15 000 $                        |

## Clubs qualifiés
- CR Belouizdad
- Académica Petróleos do Lobito
- CDP Agosto
- União Flamengo Santos
- Union Sportive des Forces Armées
- Atletico Olympique FC
- Cotonsport Garoua
- Panthère du Ndé
- Anges de Fatima
- Séwé Sports de San-Pédro
- Issia Wazi
- Haras El Hodoud
- Petrojet
- Banks Sports Club
- FC 105 Libreville
- Dragons FC
- Baraka Football Club
- Sport Bissau e Benfica
- AFC Leopards
- Al Tersana Tripoli
- Al Ahly Tripoli
- AS Adema
- Cercle olympique de Bamako
- Stade malien
- Fath US
- AS FAR
- Pamplemousses SC
- Clube de Desportos Costa do Sol
- AS FAN
- Warri Wolves
- Enyimba
- Villa SC
- AS Vita Club
- DC Motema Pembe
- AC Léopards de Dolisie
- Moroka Swallows
- ATRACO Football Club
- ASC Diaraf
- Central Parade FC
- Khartoum 3
- Amal Atbara
- Mbabane Highlanders
- Simba SC
- AS CotonTchad
- CS sfaxien
- ES Sahel
- ZESCO United FC
- Miembeni SC
- CAPS United
- Lengthens FC

## Tour préliminaire
Douze équipes sont dispensées de ce tour : Primeiro de Agosto (Angola), Cotonsport Garoua (Cameroun), Haras El-Hedood (Égypte), FC 105 Libreville (Gabon), FAR de Rabat (Maroc), Stade malien (Mali), Enyimba (Nigeria), AS Vita Club (RD Congo), Simba SC (Tanzanie), Étoile sportive du Sahel (Tunisie), CS sfaxien (Tunisie) et ZESCO United FC (Zambie).
| Équipe 1                                     | Résultat        | Équipe 2                         | Aller | Retour |
| -------------------------------------------- | --------------- | -------------------------------- | ----- | ------ |
| CAPS United                                  | 1 - 1 8-7 tab   | Mbabane Highlanders              | 1 - 0 | 0 - 1  |
| Pamplemousses SC                             | 1 - 5           | Moroka Swallows                  | 1 - 2 | 0 - 3  |
| Atlético Olympic FC                          | 1 - 2           | Warri Wolves                     | 1 - 1 | 0 - 1  |
| Tersana SC                                   | 2 - 3           | CR Belouizdad                    | 1 - 1 | 1 - 2  |
| ATRACO Football Club                         | 2 - 2 10-11 tab | Amal Atbara                      | 2 - 0 | 0 - 2  |
| Costa do Sol                                 | 5 - 1           | União Flamengo Santos            | 2 - 0 | 3 - 1  |
| AS CotonTchad                                | 0 - 2           | Al Ahly Tripoli                  | 0 - 0 | 0 - 2  |
| Miembeni SC                                  | 2 - 4           | Petrojet                         | 2 - 2 | 0 - 2  |
| forfait Villa SC                             | -               | Khartoum 3                       | -     | -      |
| Séwé Sports de San Pedro                     | 3 - 1           | Union Sportive des Forces Armées | 2 - 1 | 1 - 0  |
| Sport Bissau e Benfica                       | 2 - 3           | Baraka Football Club             | 0 - 0 | 2 - 3  |
| ASC Diaraf                                   | 2 - 3           | Fath US                          | 2 - 1 | 0 - 2  |
| Forfait Représentant de Sao Tomé-et-Principe | -               | Académica Petróleos do Lobito    | -     | -      |
| Panthère du Ndé                              | -               | Représentant du Bénin Forfait    | -     | -      |
| Central Parade                               | 0 - 4           | CO Bamako                        | 0 - 0 | 0 - 4  |
| El Dragons                                   | 2 - 7           | AC Léopard                       | 2 - 3 | 0 - 4  |
| AFC Leopards                                 | 3 - 4           | Banks SC                         | 3 - 1 | 0 - 3  |
| Lengthens FC                                 | 2 - 1           | AS Adema                         | 2 - 1 | 0 - 0  |
| DC Motema Pembe                              | 4 - 1           | Anges de Fatima                  | 3 - 0 | 1 - 1  |
| ASFAN                                        | 3 - 2           | Issia Wazi                       | 2 - 0 | 1 - 2  |

## Premier tour
| Équipe 1                      | Résultat      | Équipe 2           | Aller | Retour |
| ----------------------------- | ------------- | ------------------ | ----- | ------ |
| CAPS United                   | 2 - 1         | Moroka Swallows    | 1 - 1 | 1 - 0  |
| Warri Wolves                  | 3 - 2         | ZESCO United FC    | 3 - 0 | 0 - 2  |
| CR Belouizdad                 | 2 - 1         | AS FAR             | 1 - 0 | 1 - 1  |
| Amal Atbara                   | 6 - 5         | Costa do Sol       | 4 - 2 | 2 - 3  |
| Al Ahly Tripoli               | 0 - 1         | CS sfaxien         | 0 - 0 | 0 - 1  |
| Petrojet                      | 5 - 1         | Khartoum 3         | 3 - 0 | 2 - 1  |
| Séwé Sports de San Pedro      | 2 - 2 3-4 tab | Stade malien       | 2 - 0 | 0 - 2  |
| Baraka Football Club          | 0 - 1         | Fath US            | 0 - 0 | 0 - 1  |
| Académica Petróleos do Lobito | 2 - 3         | Enyimba FC         | 2 - 0 | 0 - 3  |
| Panthère du Ndé               | 3 - 4         | AS Vita Club       | 1 - 1 | 2 - 3  |
| CO Bamako                     | 0 - 3         | Primeiro de Agosto | 0 - 0 | 0 - 3  |
| AC Léopard                    | 3 - 3e        | Cotonsport Garoua  | 3 - 1 | 0 - 2  |
| Banks SC                      | 1 - 6         | Haras El-Hedood    | 1 - 1 | 0 - 5  |
| forfait Lengthens FC          | 0 - 3         | Simba SC           | 0 - 3 | -      |
| DC Motema Pembe               | 1 - 0         | FC 105 Libreville  | 0 - 0 | 1 - 0  |
| ASFAN                         | 2e - 2        | ES Sahel           | 1 - 0 | 1 - 2  |

## Huitièmes de finale
Les matchs aller se jouent du 23 au 25 avril, les matchs retour du 7 au 9 mai 2010.
| Équipe 1          | Résultat      | Équipe 2           | Aller | Retour |
| ----------------- | ------------- | ------------------ | ----- | ------ |
| Warri Wolves      | 2 - 3         | CAPS United        | 2 - 1 | 0 - 2  |
| Amal Atbara       | 1 - 2         | CR Belouizdad      | 1 - 0 | 0 - 2  |
| Petrojet          | 1 - 2         | CS sfaxien         | 1 - 1 | 0 - 1  |
| Fath US           | 2 - 0         | Stade malien       | 2 - 0 | 0 - 0  |
| AS Vita Club      | 3 - 3 4-5 tab | Enyimba FC         | 3-0   | 0-3    |
| Cotonsport Garoua | 1 - 2         | Primeiro de Agosto | 1 - 2 | 0 - 0  |
| Simba SC          | 3 - 6         | Haras El Hodood    | 2 - 1 | 1 - 5  |
| ASFAN             | 1 - 0         | DC Motema Pembe    | 1 - 0 | 0 - 0  |

## Tour intermédiaire
Les huit équipes qualifiées rencontrent les huit repêchés de la Ligue des champions (qui sont indiqués en italique). 
Les matchs aller sont disputés entre le 16 et le 18 juillet, les matchs retour les 30, 31 juillet et 1er août 2010.
| Équipe 1                  | Résultat | Équipe 2           | Aller | Retour |
| ------------------------- | -------- | ------------------ | ----- | ------ |
| Al-Ittihad Tripoli        | 3 – 2    | Primeiro de Agosto | 2 – 0 | 1 – 2  |
| Al-Hilal Omdurman         | 8 – 1    | CAPS United        | 5 – 0 | 3 – 1  |
| Al Merreikh Omdurman      | 3 – 4    | ASFAN              | 2 – 2 | 1 – 2  |
| Atlético Petróleos Luanda | 1 – 3    | CS sfaxien         | 0 – 0 | 1 – 3  |
| Zanaco FC                 | 4 – 2    | Enyimba FC         | 4 – 0 | 0 – 2  |
| Gaborone United           | 2 – 8    | Haras El Hodood    | 1 – 0 | 1 – 8  |
| Supersport United         | 2 – 2e   | Fath US            | 2 – 1 | 0 – 1  |
| Djoliba AC                | 1e – 1   | CR Belouizdad      | 0 – 0 | 1 – 1  |

## Phase des poules

### Groupe A
| Rang | Équipe            | Pts | J | G | N | P | Bp | Bc | Diff |  | Résultats (▼ dom., ► ext.) |     |     |     |     |
| ---- | ----------------- | --- | - | - | - | - | -- | -- | ---- |  | -------------------------- | --- | --- | --- | --- |
| 1    | Al-Hilal Omdurman | 13  | 6 | 4 | 1 | 1 | 10 | 6  | +4   |  | Al-Hilal Omdurman          |     | 2-0 | 2-1 | 4-2 |
| 2    | Al Ittihad        | 12  | 6 | 4 | 0 | 2 | 11 | 5  | +6   |  | Al Ittihad                 | 1-2 |     | 2-0 | 4-0 |
| 3    | Djoliba           | 7   | 6 | 2 | 1 | 3 | 4  | 5  | -1   |  | Djoliba                    | 2-0 | 0-1 |     | 1-0 |
| 4    | ASFAN             | 2   | 6 | 0 | 2 | 4 | 3  | 12 | -9   |  | ASFAN                      | 0-0 | 1-3 | 0-0 |     |

### Groupe B
| Rang | Équipe               | Pts | J | G | N | P | Bp | Bc | Diff |  | Résultats (▼ dom., ► ext.) |     |     |     |     |
| ---- | -------------------- | --- | - | - | - | - | -- | -- | ---- |  | -------------------------- | --- | --- | --- | --- |
| 1    | Fath US              | 13  | 6 | 4 | 1 | 1 | 7  | 6  | +1   |  | FUS de Rabat               |     | 2-1 | 1-0 | 1-0 |
| 2    | CS sfaxien           | 10  | 6 | 3 | 1 | 2 | 9  | 5  | +4   |  | CS sfaxien                 | 3-0 |     | 2-1 | 3-1 |
| 3    | Zanaco Football Club | 6   | 6 | 1 | 3 | 2 | 5  | 6  | -1   |  | Zanaco Football Club       | 1-1 | 1-0 |     | 1-1 |
| 4    | Haras El-Hedood      | 3   | 6 | 0 | 3 | 3 | 4  | 8  | -4   |  | Haras El-Hedood            | 1-2 | 0-0 | 1-1 |     |

## Demi-finales
| Équipe 1           | Résultat      | Équipe 2          | Aller | Retour |
| ------------------ | ------------- | ----------------- | ----- | ------ |
| CS sfaxien         | 1 – 1 5-3 tab | Al-Hilal Omdurman | 1 – 0 | 0 – 1  |
| Al-Ittihad Tripoli | 2 – 2e        | Fath US           | 1 – 2 | 1 – 0  |

## Finale
| 28 novembre 2010 | Fath US | 0 - 0 | CS sfaxien | Stade My Abdallah, Rabat                         |                                                  |
| 18h30 UTC        |         |       |            | Spectateurs : 35 000 Arbitrage : Mohamed Benouza | Spectateurs : 35 000 Arbitrage : Mohamed Benouza |

| 4 décembre 2010 | CS sfaxien                   | 2 – 3 | Fath US                               | Stade Taïeb-Mehiri, Sfax                      |                                               |
| 17:00 UTC       | Rouid 44e · Zaiem 47e (pen.) |       | Boukhriss 8e · Rokki 75e · Zouidi 89e | Spectateurs : 10 000 Arbitrage : Jerome Damon | Spectateurs : 10 000 Arbitrage : Jerome Damon |

## Vainqueur
| Coupe de la confédération Vainqueur 2010 |
| ---------------------------------------- |
| Fath Union Sport Premier titre           |